# Rio Beltag
O Rio Beltag é um rio da Romênia afluente do Rio Moldova, localizado no distrito de Suceava.